# ستيفن يونغ
ستيفن يونغ (بالإنجليزية: Stephen Young)‏ هو شخصية أعمال بريطاني، ولد في مايو 1955.